# دان بيرش
دان بيرش (21 يناير 1981 في المملكة المتحدة - ) (بالإنجليزية: Daniel Birch)‏ هو لاعب كريكت بريطاني. لعب مع نادي مقاطعة ديربيشاير للكريكت ‏ وLincolnshire County Cricket Club ‏.

## وصلات خارجية
- دان بيرش على موقع إي آس بي آن كريك إنفو (الإنجليزية)